# Mikhail Mikhailovitj af Rusland
Storfyrste Mikhail Mikhailovitj af Rusland (russisk: Михаил Михайлович Рома́нов; tr. Mikhail Mikhajlovitj Romanov) (født 4. oktober/16. oktober 1861 på slottet i Peterhof, død 26. april 1929 i London) var et medlem af det russiske kejserhus Holsten-Gottorp-Romanov. Han blev tvunget til at gå i eksil, da han giftede sig morganatisk i 1891.